# Kathy Mattea
Kathleen Alice "Kathy" Mattea, född 21 juni 1959  i South Charleston, West Virginia, är en amerikansk countrysångerska.
1976, medan hon gick i college, blev hon medlem i bluegrassbandet Pennsboro och två år senare avbröt hon sina studier och flyttade till Nashville där hon fick skivkontrakt med Mercury Records och gav ut sitt debutalbum 1984. Hennes tredje album, Walk the Way the Wind Blows, från 1986, blev hennes stora genombrott och hennes första stora hit var en cover av Nanci Griffiths "Love at the Five and Dime", som nådde plats 3 på countrytopplistan. Nästa album, Untasted Honey, innehöll två låtar som nådde förstaplatsen på topplistan, "Goin' Gone" och "Eighteen Wheels and a Dozen Roses". Mattea utnämndes till årets sångerska 1989 och 1990 av Country Music Association Awards. 1990 vann hon även en Grammy som bästa countrysångerska. Mattea har influerats av folkmusik. Sedan slutet av 1990-talet har hennes album inte varit lika framgångsrika som hennes tidigare men hon har varit fortsatt aktiv. 2008 släppte hon album Coal, med sånger om kolgruveindustrin.

## Diskografi (urval)
Studioalbum
- 1984 – Kathy Mattea
- 1985 – From My Heart
- 1986 – Walk the Way the Wind Blows
- 1987 – Untasted Honey
- 1989 – Willow in the Wind
- 1991 – Time Passes By
- 1992 – Lonesome Standard Time
- 1994 – Walking Away a Winner
- 1997 – Love Travels
- 2000 – The Innocent Years
- 2002 – Roses
- 2005 – Right Out of Nowhere
- 2008 – Coal
- 2012 – Calling Me Home

Singlar (topp 10 på Billboard Hot Country Songs)
- 1986 – "Love at the Five and Dime" (#3)
- 1986 – "Walk the Way the Wind Blows" (#10)
- 1987 – "You're the Power" (#5)
- 1987 – "Train of Memories" (#6)
- 1987 – "Goin' Gone" (#1)
- 1988 – "Eighteen Wheels and a Dozen Roses" (#1)
- 1988 – "Untold Stories" (#4)
- 1988 – "Life as We Knew It" (#4	)
- 1989 – "Come from the Heart" (#1)
- 1989 – "Burnin' Old Memories" (#1)
- 1989 – "Where've You Been" (#10)
- 1990 – "She Came from Fort Worth" (#2)
- 1990 – "The Battle Hymn of Love" (med Tim O'Brien) (#9)
- 1990 – "A Few Good Things Remain" (#9)
- 1991 – "Time Passes By" (#7)
- 1994 – "Walking Away a Winner" (#3)

### Fotnoter
1. ↑  Pär Dahlerus (10 september 2018). ”Tre nya album som inte riktigt sticker ut” (på svenska). Uppsalanyheter. http://www.uppsalanyheter.se/blogg/musikbloggen/item/7745-recension-tre-nya-album-som-inte-riktigt-sticker-ut. Läst 10 december 2019.